# Edward F. Cline
Edward Francis Cline (Kenosha, 4 novembre 1891 – Los Angeles, 22 maggio 1961) è stato un regista, sceneggiatore e attore statunitense.
Talvolta accreditato come Eddie Cline, è stato attivo alla regia di oltre 160 film tra il 1916 e il 1949 (un centinaio dei quali nel periodo del muto) e deve la sua notorietà principalmente alla serie di film scritti e co-diretti con Buster Keaton.

## Biografia
Edward Cline iniziò la sua carriera cinematografica nel 1913, recitando nel ruolo di uno dei Keystone Cops (i poliziotti del cinema slapstick del tempo) della Keystone, casa di produzione di Mack Sennett nata nel 1912.
Nel giro di pochi anni, Cline divenne assistente alla regia dello stesso Sennett e nel 1916 iniziò a dirigere i primi cortometraggi. Nei primi anni venti iniziò la collaborazione con Buster Keaton, con il quale diresse diciassette film. Come spesso accadeva all'epoca, la collaborazione non si limitava all'assistenza alla regia, ma anche alla sceneggiatura e talvolta a comparsate come attore.
Il loro sodalizio portò alla realizzazione di quelli che sono considerati tra i più 
riusciti cortometraggi di Keaton, come Una settimana (1920) e Poliziotti (1922), entrambi scelti per la preservazione dal National Film Registry della Biblioteca del Congresso degli Stati Uniti.
Dopo quella con Buster Keaton, altrettanto famosa e fortunata fu la collaborazione di Cline con il comico W.C. Fields, che diresse nella pellicola Million Dollar Legs. I due si ritroveranno anni dopo quando Cline, su richiesta dello stesso Fields, avrebbe diretto una serie di divertenti commedie per la Universal, dimostrando di sapere assecondare con intelligenza l'impetuosa vis comica del protagonista. Su tutti, da ricordare il film Un comodo posto in banca (1940).
Cline abbandonò definitivamente le scene verso la fine degli anni quaranta.

## Filmografia parziale
I film tra il 1920 e il 1923 sono co-diretti con Buster Keaton.

### Regista
- The Winning Punch (1916)
- Hearts and Flowers (1919)
- A Schoolhouse Scandal (1919)
- Tiro a segno (The High Sign) (gennaio 1920)
- Una settimana (One Week) (settembre 1920)
- Il carcerato n. 13 (Convict 13) (ottobre 1920)
- Lo spaventapasseri (The Scarecrow) (novembre 1920)
- I vicini (Neighbors) (dicembre 1920)
- La casa stregata (The Haunted House) (febbraio 1921)
- Fortuna avversa (Hard Luck) (marzo 1921)
- Il teatro (The Playhouse) (ottobre 1921)
- La barca (The Boat) (novembre 1921)
- Il viso pallido (The Paleface) (dicembre 1921)
- Cops (febbraio 1922)
- I genitori di mia moglie (My Wife's Relations) (giugno 1922)
- Il nord ghiacciato (The Frozen North) (agosto 1922)
- Sogni ad occhi aperti (Daydreams) (settembre 1922)
- La casa elettrica (The Electric House) (ottobre 1922)
- Il matto sul pallone (The Balloonatic) (gennaio 1923)
- Il nido d'amore (The Love Nest) (marzo 1923)
- Senti, amore mio (The Three Ages) (1923)
- Circus Days (1923)
- When a Man's a Man (1924)
- The Good Bad Boy (1924)
- Capitan Baby (Captain January) (1924)
- Little Robinson Crusoe (1924)
- Galloping Bungalows – cortometraggio
- Along Came Ruth, regia di Edward F. Cline (1924)
- Off His Trolley – cortometraggio (1924)
- The Plumber – cortometraggio (1925)
- The Beloved Bozo – cortometraggio (1925)
- The Rag Man (1925)
- Bashful Jim – cortometraggio (1925)
- Tee for Two – cortometraggio (1925)
- Cold Turkey – cortometraggio (1925)
- Love and Kisses – cortometraggio (1925)
- Dangerous Curves Behind – cortometraggio (1925)
- Old Clothes (1925)
- Hotsy-Totsy
- The Gosh-Darn Mortgage
- Spanking Breezes
- A Love Sundae
- The Ghost of Folly
- Puppy Lovetime
- Should Husbands Marry? (1926)
- Lascia che piova! (Let It Rain) (1927)
- Ladies' Night in a Turkish Bath (1928)
- Schiavo di Venere (Vamping Venus) (1928)
- The Crash (1928)
- Sweet Mama (1930)
- The Girl Habit (1931)
- Cracked Nuts (1931)
- Birichina del gran mondo (The Naughty Flirt 1931)
- High Flyers (1937)
- Sotto il cielo delle Hawaii (Hawaii Calls) (1938)
- Mia bella pollastrella (My Little Chickadee) (1940)
- Un comodo posto in banca (The Bank Dick) (1940)
- Moonlight and Cactus (1944)

### Attore
- Peanuts and Bullets, regia di Nick Cogley (1915)
- Il capro espiatorio, regia di Buster Keaton e Malcolm St. Clair (1921)